# 安達誠司
安達 誠司（あだち せいじ、1965年7月4日 - ）は、日本のエコノミスト。前日本銀行政策委員会審議委員。元丸三証券経済調査部長。研究分野は日本経済、デフレ史。

## 経歴
福岡県出身。東京大学経済学部経営学科卒業。一橋大学大学院国際企業戦略研究科金融戦略・経営財務プログラム修士課程修了後、同博士課程進学。大和総研経済調査部、富士投信投資顧問、クレディ・スイスファーストボストン証券会社経済調査部、ドイツ証券経済調査部シニアエコノミストを経て、丸三証券経済調査部長。
2020年1月28日、政府は日本銀行の原田泰審議委員の後任人事として、安達を充てる国会同意人事案を衆議院・参議院の両院へ提出し、両院で同意され、同年3月26日に就任。2025年3月25日任期満了により退任。

## 主張
- 民主党の経済政策の最大の問題点は、金融政策に対する無理解であるとしていた[9]。
- 速水優・元日銀総裁らが主張した「良い円高」論を批判している[10]。2012年の時点で、日本経済が復活するためには、円高・デフレの解消が必要だとしていた[11]。
- 2025年4月の現状の物価高を踏まえ、「いま金融緩和を主張するのは理屈が通らない。リフレ派は役割を終えた」と語っている[12]。

## 受賞
- 2005年、『脱デフレの歴史分析―「政策レジーム」転換でたどる近代日本』により第一回「河上肇賞」を受賞[13][14]。
- 2010年、『恐慌脱出―危機克服は歴史に学べ』により第一回「政策分析ネットワーク賞（シンクタンク賞）」を受賞[15][14]。

## 出演

### インターネット
- 安達誠司のマーケットニュース（2018年5月2日 - 2019年1月21日、毎週月曜日更新、チャンネルくらら）

## 著書

### 単著
- 『デフレは終わるのか』 2005年2月、東洋経済新報社、ISBN 978-4492394366
- 『脱デフレの歴史分析―「政策レジーム」転換でたどる近代日本』 2006年5月、藤原書店、ISBN 978-4894345164
- 『円の足枷―日本経済「完全復活」への道筋』 2007年2月、東洋経済新報社、ISBN 978-4492394748
- 『恐慌脱出―危機克服は歴史に学べ』 2009年5月、東洋経済新報社、ISBN 978-4492395158
- 『円高の正体』 2012年1月、光文社、ISBN 978-4334036621
- 『ユーロの正体 通貨がわかれば、世界が読める』 2012年11月、幻冬舎、ISBN 978-4344982864
- 『中国経済はどこまで崩壊するのか』　2016年3月、PHP研究所、ISBN 978-4569830575
- 『英EU離脱 どう変わる日本と世界 経済学が教えるほんとうの勝者と敗者』　2016年8月、KADOKAWA、ISBN 978-4046017918
- 『ザ・トランポノミクス　日本はアメリカ復活の波に乗れるか』 2017年1月、朝日新聞出版、ISBN 978-4023315761
- 『消費税10%後の日本経済』 2019年10月、すばる舎、ISBN 978-4799107867

### 共著
- 『平成大停滞と昭和恐慌〜プラクティカル経済学入門』（共著：田中秀臣）2003年8月、NHK出版、ISBN 978-4140019788
- 『昭和恐慌の研究』（編著：岩田規久男）2004年3月、東洋経済新報社、ISBN 978-4492371022
- 『リフレが日本経済を復活させる』（編著：岩田規久男、浜田宏一、原田泰）2013年3月、 中央経済社、ISBN  978-4502478208
- 『日本経済は復活するか』（編著：田中秀臣）2013年10月、藤原書店、ISBN 978-4894349421
- 『世界が日本経済をうらやむ日』（編著：浜田宏一）2015年1月、幻冬舎、ISBN 978-4344027169
- 『デフレと戦う――金融政策の有効性 レジーム転換の実証分析』（編著：飯田泰之）2018年10月、日本経済新聞出版社、ISBN 978-4532134846